# Николаевское (Торопецкий район)
Николаевское — деревня в Торопецком районе Тверской области в составе Пожинского сельского поселения.

## География
Расположена примерно в 2 верстах к югу от деревни Наговье.

## История
В конце XIX — начале XX века усадьба Николаевское (Ставрово) в Холмском уезде Псковской губернии.

## Население
| 2010 |
| ---- |
| 1    |